# 大雄的新恐龍
《多啦A夢：大雄之新恐龍》（香港又译作）是第40部《多啦A夢》電影（水田版系列第15作），《多啦A夢》原作50周年紀念作品，也是首部於令和時代上映的《多啦A夢》電影。原定2020年3月6日在日本上映，因2019冠狀病毒延至2020年8月7日上映。宣傳標語有：「哈囉，新大雄」。

## 概要
- 本作以「長羽毛（翅膀）的恐龍」為主題，繼《大雄的月球探測記》（2019年）「登月50週年」後，再次緊跟時事議題。
- 本作並非《大雄的恐龍》（1980年）及《大雄的恐龍2006》（2006年）的重製。雖然在劇情開頭有些類似，而且長頸龍嗶之助（皮皮）在電影中也有用隱約的方式安排出現，但是基本上是另一個完全原創的劇情。
- 受到嚴重特殊傳染性肺炎對東京及日本的影響，本作成為系列首部不在3月上映的主篇電影。[3]
- 本作是導演今井一曉、編劇川村元气繼《大雄的金银岛》（2018年）後，第二次執導《哆啦A夢》系列電影。
- 有別於其他的作品，這是極少數沒有「敵人」的作品。
- 除陳美貞繼續聲演中國大陸版本的多啦A夢，本作中國大陸版本配音是自《大雄與綠之巨人傳》以來再次由上海電影譯制廠負責。

## 劇情
大雄在巨型恐龍展的會場挖到一枚「恐龍蛋」化石，用時光布還原後，孵化出兩隻長有翅膀、無法辨認種類的「新恐龍」，大雄將牠們取名為小Q和小妙。為免留在現代被人發現，大雄一行人將牠們帶回白堊紀末期，尋找牠們的棲息地，不料恰逢6600萬年前的隕石撞擊事件。面對這段不可改變的歷史進程，小Q和小妙將何去何從？

## 配音員

### 預告片旁白
- 臺灣：陳美貞（多啦A夢）、于正昇
- 香港：黄昕瑜、張炳強

### 角色（台灣譯名）
▪粗體為本作主要角色
| 角色                  | 配音員     | 配音員   | 配音員   | 配音員   | 配音員 |
| 角色                  | 日本       | 臺灣     | 香港     | 中国大陆 |        |
| 原作角色              | 原作角色   | 原作角色 | 原作角色 | 原作角色 |        |
| --------------------- | ---------- | -------- | -------- | -------- | ------ |
| 哆啦A夢               | 水田山葵   | 陳美貞   | 黄昕瑜   | 陳美貞   |        |
| 大雄                  | 大原惠     | 楊凱凱   | 陸惠玲   | 黄笑嬿   |        |
| 靜香                  | 嘉數由美   | 許淑嬪   | 梁少霞   | 詹佳     |        |
| 胖虎                  | 木村昴     | 于正昌   | 陳卓智   | 刘垚     |        |
| 小夫                  | 關智一     | 劉傑     | 黃鳳英   | 李正翔   |        |
| 野比玉子              | 三石琴乃   | 許淑嬪   | 陳安瑩   | 叶露     |        |
| 野比伸助              | 松本保典   | 劉傑     | 張炳強   | 张欣     |        |
| 老師                  | 高木渉     | 劉傑     |          | 程玉珠   |        |
| 出木杉英才            | 萩野志保子 | 許淑嬪   |          | 茅辰轩   |        |
| 安雄                  | 慶長佑香   | 徐瑀甄   |          | 卢晓彤   |        |
| 春夫                  | 矢口麻美   | 陳美貞   |          | 俞悦霖   |        |
| 悅子                  |            |          | 楊婉潼   |          |        |
| 電影角色              |            |          |          |          |        |
| 小Q （新恐龍）        | 遠藤綾     | 徐瑀甄   |          | 陈瑜瑾   |        |
| 小Miu （新恐龍）      | 釘宮理惠   | 馮嘉德   |          | 孙羽婷   |        |
| 吉爾 （時光巡邏隊）   | 木村拓哉   | 李世揚   | 梁皓翔   | 李元韬   |        |
| 娜塔莉 （時光巡邏隊） | 渡邊直美   | 馮嘉德   | 王綺婷   | 黄莺     |        |
| 古爾 （暴龍）         | 間宮康弘   | 于正昇   |          |          |        |
| 托普 （尖角龍）       | 下和田裕貴 | 馮嘉德   |          |          |        |
| 恐龍研究博士          | 小野大辅   | 于正昇   |          | 张啸霏   |        |
| 蛋蛋探險隊 （隊長）   | 悠木碧     | 徐瑀甄   |          |          |        |
| 嗶之助 （皮皮）       | 神木隆之介 | 徐瑀甄   |          |          |        |

## 角色介紹
- 小Q
- 小Miu
- 哥魯
- 多寶
- 哲騮
- 娜塔莉
- 時光巡邏隊

## 沿革
- 2019年7月4日05:00（東京時間）正式公布電影標題，並釋出第一版預告片。

## 音樂
- 本作片頭曲無人聲演唱，為純音樂演奏。

| 類別     | 歌曲                             | 作詞 | 作曲 | 编曲 | 演唱        |
| -------- | -------------------------------- | ---- | ---- | ---- | ----------- |
| 雙主題曲 | 〈Birthday〉、〈與你重合的獨白〉 |      |      |      | Mr.Children |

- 原聲帶：「電影哆啦A夢 大雄的新恐龍 原聲帶」
  - 音樂：服部隆之
  - 於2020年3月4日發售，收錄了40首曲目。

## 工作人員

### 台灣
- 翻譯：左鈴鐺[6]

### 中國大陸
- 翻譯：張悠悠

## 关联

### 小说
- 哆啦A梦 大雄的新恐龙 川村元气脚本 涌井学著 2020年2月6日 小学馆Junior文库
  - 2020年2月6日 小学馆文库

## 備註
1. ↑  香港青文出版社黑白漫畫故事及彩色電影版譯名

## 外部連結
- （日語）電影官方網站 （页面存档备份，存于）
- 互联网电影数据库（IMDb）上《大雄的新恐龍》的资料（英文）
- Box Office Mojo上《大雄的新恐龍》的资料（英文）
- 開眼電影網上《大雄的新恐龍》的資料（繁體中文）
- Yahoo奇摩電影上《大雄的新恐龍》的資料（繁體中文）
- 雅虎香港電影上《大雄的新恐龍》的資料（繁體中文）
- 时光网上《大雄的新恐龍》的資料（简体中文）
- 豆瓣电影上《大雄的新恐龍》的資料 （简体中文）